# Shavasana

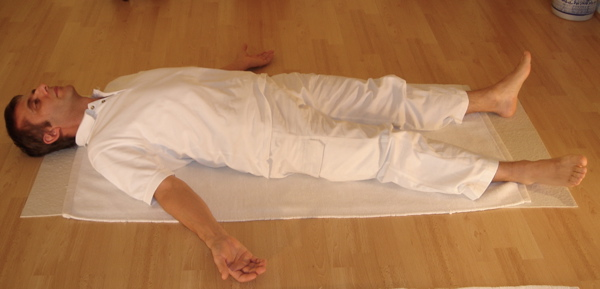
Posture du Cadavre
Śavāsana ou Mṛtāsana

Shavasana (sanskrit devanāgarī : शवासन ; IAST śavāsana), ce terme sanskrit se traduit littéralement par posture du cadavre. Dans le yoga, śavāsana (prononciation : chava-āsana) est une posture de relaxation.

## Étymologie et origine
Le nom provient du sanskrit शव śava « cadavre » et आसन āsana « position ». La position est parfois appelée Mrtasana (du sanskrit मृत mṛta qui signifie « mort »)
La plus ancienne mention remonte au XVe siècle, le Hatha yoga pradipika 1.32 parle de « s'alonger complètement sur le dos est appelé Shavasana. Cette position élimine la fatigue causée par les autres positions et favorise le calme dans l'esprit ».